# Lenart pri Gornjem Gradu
Lenart pri Gornjem Gradu este o localitate din comuna Gornji Grad, Slovenia, cu o populație de 142 de locuitori.